# Geração procedural em jogos digitais
Geração procedural em jogos é um conjunto de algoritmos usados como ferramentas para criar grandes quantidades de conteúdo em arquivos de tamanhos mínimos. Ademais, pode ser descrito como algo de grande importância para a proporção de experiências em multimídias inovadoras, vindo a permitir desenvolvedores independentes a desenvolver produtos mais viáveis e completos.

## História
Os primeiros jogos gráficos foram extremamente limitados pela baixa memória que os computadores tinham na época, forçando os desenvolvedores a buscar novos métodos mais eficientes ao desenvolver esses jogos. Além disso, o desenvolvimento manual exigiria muito tempo, tendo ainda como limitação, a baixa capacidade de memória dos computadores da época. Assim, surgiu, como uma nova alternativa, uma tecnologia mais moderna, que utilizava de algoritmos sofisticados,  capazes de otimizarem a geração em tempo real dos jogos.
Partindo de princípios simples da matemática, as primeiras gerações procedurais consistiam em criar números pseudo-aleatórios, chamados de seeds (sementes), usados frequentemente com valores predefinidos, a fim de gerar grandes mundos. O primeiro jogo criado com o uso de seeds foi Akalabeth, de Richard Garriott, em 1980, que, usando o mesmo número de sementes, permitiu ao jogador poder sempre voltar a um determinado mundo.
Outros exemplos notáveis incluem Rescue on Fractalus (1985) que cria montanhas escarpadas de um planeta alienígena através de fractais procedurais. River Raid (1982) da Activision, usou uma sequência de números pseudo-aleatórios gerados por um registro de deslocamento linear feedback shift register, a fim de gerar um labirinto de rolagem de obstáculos, além de The Sentinel que supostamente tinha 10.000 níveis diferentes armazenados em apenas 48 de 64 KB.
Porém, com a evolução dos computadores e com o advento dos Compact Disks (CDs) foi possível armazenar uma quantidade muito maior de conteúdo pré-fabricado, levando a geração procedural a perder espaço, pois exigia muito tempo para fazer um modelo puramente procedural se tornar um método funcional, utilizável e de aparência realista, tornando-se mais barato e viável contratar profissionais para criação e modelagem desse conteúdo. Tais fatores contribuíram para que os geradores procedurais caíssem em desuso na década de 90. A geração procedural se inovou na virada do século, trazendo aos jogos experiências dinâmicas. Left 4 Dead, lançado pela Valve Software, em 2008, é um marco, pois continha um Game Design Assistido por Inteligência Artificial, que aleatorizou o jogo, criando e removendo inimigos, e itens com base em variáveis individuais contida nos jogadores. Tudo isso, a fim de proporcionar um ritmo frenético e envolvente. Outro marco importante foi o jogo Minecraft, lançado em 2009, onde o estado inicial do mundo é gerado aleatoriamente, baseando-se em diretrizes para criar terrenos parecidos com a Terra, onde o mapa é gerado sempre que o jogador atinge as bordas do mundo.
Por fim, com os desenvolvedores independentes, popularmente chamado de indies, a geração procedural passou a ser um método pratico e ágil para o desenvolvimento de jogos, pois permite a criação de uma quantidade imensa de conteúdo, usando equipes de desenvolvimento pequenas e grandes períodos de desenvolvimento. 

## Áreas de pesquisa
As emoções e experiências do usuário são críticos para o planejamento de um jogo, logo se tornou essencial definir o sucesso dos eventos seguintes no gameplay, assim enfatizando a importância de uma boa construção. Porém com o aumento do mercado de jogos digitais, criar produtos inovadores se tornou um grande estresse para toda uma equipe de desenvolvimento, que passaram a sofrer com longos bloqueios criativos. Em resposta a isso, as técnicas procedurais vieram por se popularizar por solucionar tais problemas criativos em diversas áreas como:

### Geração de Mapas
A fabricação de mapas é dita como principal motivo para uso de técnicas procedurais, pois é capaz de aumentar o tempo de vida útil do jogo com a criação de terrenos com desafios que instigarão a curiosidade de cada jogador ao explorar. Dois métodos bastante conhecidos são os de desenho com base Fractal e o de Matriz, o primeiro conhecido por esculpir planos para formar terrenos tridimensionais com planícies, morros e depressões de diversas escalas em planos tridimensionais, enquanto o segundo é aplicado principalmente em jogos 2D para posicionar, através do calculo matemático de mesmo nome, blocos que representam a arte de jogo. É possível combinar os dois estilos, o popular método por agentes que separam um terreno em formas geométrica (o mais popular sendo o diamante) e através de uma matriz tridimensional esculpir o terreno e posicionar os modelos sob e sobre ele.

### Geração de Narrativas
Narrativa trata da transmissão de uma história para um interlocutor, isto em um jogo eletrônico é de extrema importância. Diversos estudos a respeito da construção da narrativa existem, num campo de estudo conhecido como narratologia. A condição fundamental e tradicional para a existência de uma narrativa, é “Uma sequência de eventos envolvendo indivíduos pensantes, conectados por relações causais, motivadas por um conflito, buscando uma solução”. Visando minimizar o tempo gasto no desenvolvimento construindo tal narrativa, diversas formas de geração com foco na narrativa foram inventadas nos últimos anos, dentre elas as mais famosas são:
- Geração baseada em Gramática, que consiste em codificar a estrutura da narrativa em termos de um conjunto de regras, usando uma gramática formal.
- Geração de Personagens Procedurais, na qual é construída uma Inteligência Artificial que gera informações através de Gramática, posteriormente as substitui na biografia que será atribuída a um personagem que de alguma forma irá interagir com o enredo.

### Geração de Artes Visuais
Baseados em conceitos de arte algorítmica, são capazes de formar estilos visuais únicos e memoráveis através de conjuntos de modelos tridimensionais constantemente alocados e em seguida misturados com texturas e com palhetas de cores. Jogos como Borderlands 2 ou No Man's Sky, por exemplo, utilizam da geração procedural e de arte algorítmica para modelar recompensas ao jogador, seja no formato ou aparência de armas ou com cenários fantásticos.

## Aplicações

### Jogos de Corrida Infinita
Um dos usos mais básicos de geração procedural, pois é aplicada na ordem em que os objetos aparecerão e como o percurso será durante o jogo. Usando o jogo Canabalt como exemplo para essa técnica, é visível um padrão das plataformas (prédios, guindastes, outdoors) na qual o protagonista percorre e o modo em que elas se repetem de forma aleatória com o nível da dificuldade ditada pela velocidade com que esses são criados até onde jogador consegue chegar.

### Jogos Roguelike
Roguelike é um subgênero de RPG que possui duas características:
- O  jogador quando morre, retorna ao início do jogo.
- Aleatoriedade de cenários formado por tiles, gerados proceduralmente para torná-lo imprevisível[5] pelo fato do aspecto visual mudar a cada nível.

Dependendo do jogo a geração procedural não é implementada apenas no cenário, mas também nos itens, em inimigos e power ups. Um bom exemplo é o jogo Don’t Starve que a cada vez que um mundo é gerado, sua forma, terrenos, localização dos NPCs e do próprio jogador são gerados de forma aleatória influenciando o jogador mudar sua estratégia a cada nova campanha.

### Aleatoriedades em Cenários
Possivelmente o uso mais simples da geração procedural é a aleatoriedade em cenários, isso é, o reposicionamento de objetos pela fase ou mundo em que o jogo está sendo explorado. O jogo Payday 2 é um dos melhores exemplos dessa técnica, nele é visto pessoas a serem encontradas em posicionamentos diferentes, se estão ou não com um item de interesse, onde esse item está, além da modificação de cenário com, também, o reposicionamento de cômodos na infraestrutura dos prédios.

### Criação de Missões
As missões são, basicamente, um conjunto de tarefas que podem ser concluídas em troca de algum item ou para progredir no jogo. A geração procedural é aplicada para gerar novas missões no jogo de acordo com o progresso do jogador no mesmo. Skyrim, quinto jogo da série The Elder Scrolls, torna-se um exemplo perfeito para este tópico possuindo um recurso que disponibiliza novas missões após completar outras, sendo principais ou secundárias, de acordo com inúmeros fatores que incluem as relações e decisões tomadas com o NPC que o jogador iniciou a quest.